# 萨拉 (杜省)
萨拉（法語：Saraz，法語發音：[saʁa]）是法国杜省的一个市镇，属于贝桑松区。

## 地理
萨拉（46°59'48"N, 5°58'58"E）面积6.02 平方千米，位于法国勃艮第-弗朗什-孔泰大區杜省，该省份为法国东部内陆省份，北起上索恩省，西接汝拉省，东部及东南部与瑞士接壤，东北部与贝尔福地区省接壤。
与萨拉接壤的市镇（或旧市镇、城区）包括：米永、楠苏圣安娜、赛兹奈、萨兰莱班。

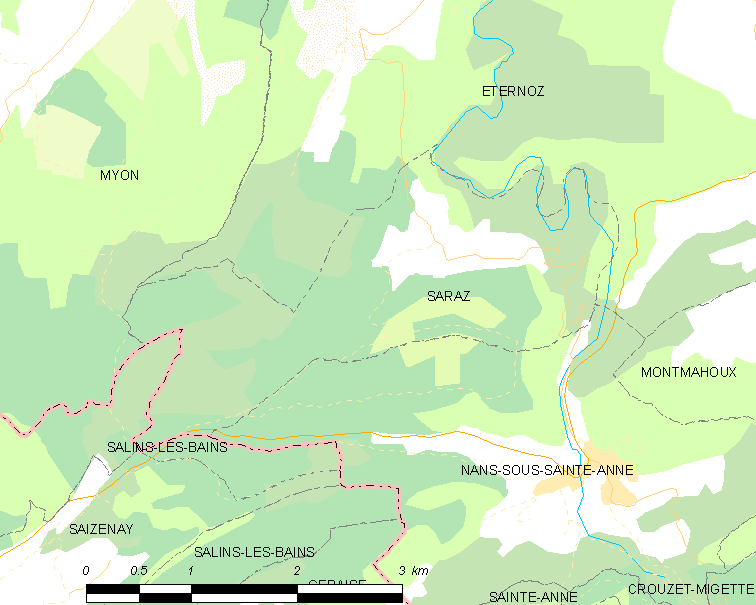
的OSM定位图

萨拉的时区为UTC+01:00、UTC+02:00（夏令时）。

## 行政
萨拉的邮政编码为25330，INSEE市镇编码为25533。

## 政治
萨拉所属的省级选区为奥尔南县。

## 人口

1962-2008年间人口变化图示

萨拉于2022年1月1日时的人口数量为20人。